# Psałteria w Poznaniu
Psałteria w Poznaniu – późnogotycki budynek wzniesiony około 1518 na zlecenie biskupa poznańskiego Jana Lubrańskiego w Poznaniu. Poza zachodnią ścianą uszkodzoną podczas walk w 1945, a odbudowaną wraz ze znajdującym się nad nią dwuspadowym dachem w 1948, budynek jako jeden z nielicznych zabytków na Ostrowie Tumskim uniknął poważniejszych zniszczeń.
Psałteria to trzykondygnacyjny budynek mieszkalny przeznaczony dla kolegium dwunastu psałterzystów utworzonego w 1512 (również z inicjatywy bp. J. Lubrańskiego). Ich zadaniem było codzienne odprawienie mszy wotywnej o Krzyżu Św. i co tydzień dwóch mszy (w intencji fundatora budynku) w poznańskiej katedrze i śpiewanie przez całą noc psalmów (dwóch psałterzystów zmieniało się co godzinę).
Na szczycie psałterii znajdują się blendy zamknięte łękiem w kształcie oślego grzbietu. Na wschodniej ścianie herb fundatora – Godziemba.
Budynek wchodzi w skład zabytków i atrakcji trasy turystycznej Traktu Królewsko-Cesarskiego.